# St. Francis (Dakota del Sud)
St. Francis (lakota: Sápauŋ thí; "casa catòlica") és una població dels Estats Units a l'estat de Dakota del Sud. Segons el cens del 2000 tenia 675 habitants.

## Demografia
Segons el cens del 2000, St. Francis tenia 675 habitants, 183 habitatges, i 131 famílies. La densitat de població era de 723,9 habitants per km².
Dels 183 habitatges en un 47,5% hi vivien nens de menys de 18 anys, en un 19,1% hi vivien parelles casades, en un 34,4% dones solteres, i en un 27,9% no eren unitats familiars. En el 21,3% dels habitatges hi vivien persones soles el 9,3% de les quals corresponia a persones de 65 anys o més que vivien soles. El nombre mitjà de persones vivint en cada habitatge era de 3,5 i el nombre mitjà de persones que vivien en cada família era de 4,12.
Per edats la població es repartia de la següent manera: un 42,4% tenia menys de 18 anys, un 9,9% entre 18 i 24, un 24,9% entre 25 i 44, un 14,4% de 45 a 60 i un 8,4% 65 anys o més.
L'edat mediana era de 23 anys. Per cada 100 dones de 18 o més anys hi havia 99,5 homes.
La renda mediana per habitatge era de 18.750 $ i la renda mediana per família de 20.000 $. Els homes tenien una renda mediana de 18.333 $ mentre que les dones 18.750 $. La renda per capita de la població era de 7.026 $. Entorn del 48,6% de les famílies i el 57,1% de la població estaven per davall del llindar de pobresa.

## Poblacions més properes
El següent diagrama mostra les poblacions més properes.